# Oewaisi
Het concept Oewaisi (Arabisch: أُوَيْس, Owaisi) is binnen het soefisme de spirituele overdracht van kennis, waarbij iemand die eerder heeft geleefd, kennis kan doorgeven aan iemand die later is gekomen, zonder de noodzaak van fysieke interactie tussen hen. Het Oewaisi-concept binnen soefisme houdt in dat een sjeik de keten van inwijding (silsila) van een eerdere sjeik ontvangt, zonder dat deze elkaar ooit hebben ontmoet op aarde. Dit soort ketenen van inwijding wordt ook wel Oewaisiyaan genoemd.
De term Oewaisi is afgeleid van de naam van Oewais al-Qarani, die in Mohammeds tijd leefde, maar hem nooit fysiek heeft ontmoet. Volgens de islamitische traditie was hij zich op elk moment van zijn leven volledig bewust van diens spirituele aanwezigheid.